# Microsoft HoloLens
Microsoft HoloLensとはマイクロソフトが開発しているヘッドマウントディスプレイ(HMD)方式の複合現実ウェアラブルコンピュータである。

## 概要
近年、各社から発売が相次ぐコンピューターやスマートフォンとの連携を必要とするVRデバイスとは異なり、本体にはCPUやGPU、それにホログラフィック・プロセッサが内蔵されているので単体(スタンドアローン)で機能する。表示装置は透過型で実物の景色に画像を重ね合わせることによって複合現実をもたらす。
Atom x5-Z8100 SoCは、Cherry Trailファミリーのセミカスタムチップで、Microsoftが現行のHoloLensで使用している。Intelは2017年9月30日で受注を終了し、最後の出荷は2017年10月30日になる。このSoCを使用しているのはMicrosoftのみとみられ、次世代HoloLensに向けてMicrosoft側から生産終了を提示した可能性が高い、との情報がある。
操作に関してコントローラーなどは無く、音声認識及び使用者の手を利用したハンドジェスチャーによって行い、人差し指を立ててものを摘むような動作のAir Tap（クリックに相当、摘んだまま手を動かすことでドラッグアンドドロップも可能）と、手をすぼめ蕾が花開くように手を広げるBloom（ホームボタンに相当）のふたつの基本動作のみで操作ができる。（Air ClickerというHololens専用デバイスが付属するが、Bloomは出来ず、クリックとドラッグアンドドロップが使用出来るあくまで補助的なものである）
また、Bluetooth接続によるキーボードでの操作も可能である。
Hololens spring creators update（RS4）からは両手操作が可能となった。（両手で）また、対応言語は当初英語のみであったが、2018年夏に公開されたRS5（OSビルド17720）から簡体字中国語と日本語に対応した。
2019年2月に後継のMicrosoft HoloLens 2が発表された。